# 상고어
상고어(상고어: sängö)는 중앙 아프리카 공화국과 그 인접 지역에서 사용되는 언어로, 프랑스어와 함께 중앙아프리카 공화국에서 링구아 프랑카의 지위를 가진다. 1988년 기준 모어 화자는 약 40만 명이나 제2언어로 쓰는 사람은 그보다 훨씬 많다고 추산된다.
계통적 분류에는 모호한 점이 있는데, 언어의 구조는 응반디어이나 어휘에 프랑스어 차용어가 많기 때문이다. 원래 북부 응반디어 계통의 언어를 쓰는 상고 부족이 쓰는 말에서 비롯되었으며, 우방기강을 따라 교역활동을 하는 서로 다른 언어를 쓰는 부족들 사이에서 교통어(交通語)로 발전했다. 일부 언어학자(윌리엄 J. 사마린)는 상고어를 응반디어에 기반한 크레올어로 보고 있으나, 다른 학자들은 크레올화 과정을 거치지 않고 기존 상고어 구조만으로 상고어의 성립에 대한 설명이 가능하다고 보아 이를 부정한다.
어휘 가운데 약 절반 가량이 프랑스어 차용어이나, 입말에서 자주 쓰이는 낱말의 90%는 상고어 고유어이고, 프랑스어계 차용어는 주로 전문용어에 가까울수록 많이 나타난다. Morrill (1997)에 의하면 상고어에는 3가지의 뚜렷한 사회적 규범 즉 사용역(register)이 있는데, 프랑스어 차용어가 드문 도시의 "라디오" 말씨, 그리고 소위 "목사" 말씨, 그리고 프랑스계 어휘가 많은 "기능적" 말씨이다.
상고어는 주어-동사-목적어 어순을 가진 성조 언어이며, 1984년 라틴 문자 기반 표기법이 공식적으로 확립되었는데, 서면 사용은 주로 종교 문헌에 쓰인다.

## 역사
프랑스의 식민화 이전인 1800년대 후반, 우방기강을 따라 다양한 상고어가 상인들의 교역 언어로 사용되고 있었다. 이는 응반디어의 북부 방언에 주로 기반을 두고 있는 것으로 보인다. 이후 프랑스군이 중앙아프리카인을 모집하며 민족 간 의사소통 수단으로서 상고어의 사용이 확장되었고, 20세기 동안 기독교 선교사들도 상고어의 사용을 장려했다.
1960년대 이후 중앙아프리카공화국의 수도인 방기가 급속히 발전함에 따라 상고어의 발전에도 많은 영향을 주었다. 본디 교역어, 교통어로 모어 화자 수가 적었으나, 원어민이 많이 생겨났고, 특히 다른 말을 쓰는 지방사람들이 수도로 오면서 1세는 계속 상고어를 제2언어로만 썼으나, 2세들은 부모의 모어대신 상고어를 모어로 쓰기 시작했다.
상고어는 성조언어로 말에 고중저의 세 가지 높낮이가 있다. 저성조는 무표시, 중성조는 ë, 고성조는 ê로 표시한다. 어순은 SVO로 영어와 같다.

## 어휘 예시
| 프랑스어 | 상고어 | 비고 |
| -------- | ------ | ---- |
| terre    | sesé   |      |
| ciel     | ndozu  |      |
| eau      | ngu    |      |
| feu      | wa     |      |
| homme    | koli   |      |
| femme    | wali   |      |
| manger   | tè     |      |
| boire    | nyon   |      |
| grand    | kota   |      |
| petit    | ketè   |      |
| nuit     | bi     |      |
| jour     | la     |      |
| tout     | yezu   |      |
| aimer    | yezo   |      |